# Bala (Omã)
Bala (em árabe: بوشر; romaniz.: Bahla) é uma cidade da província Interior e capital do vilaiete de Bala, no Omã. De acordo com o censo de 2010, tinha 24 069 habitantes. Compreende uma área de 50,2 quilômetros quadrados.